# Тресорка
Тресорка  је мало ненасељено острво у хрватском делу Јадранског мора, а припада групи Кварнерских острва.
Површина острва износи 0,04 км². Дужина обалске линије је 0,77 км.. 